# جامعة تكساس في باتيل
شركة جامعة تكساس في باتيل هي شركة ذات مسؤولية محدودة غير ربحية ، مُنظّمة بموجب قوانين ولاية تينيسي . وتضمّ في عضويتها جامعة تينيسي ومعهد باتيل التذكاري . تُدير جامعة تكساس في باتيل وتُشغّل مختبر أوك ريدج الوطني (ORNL)، الذي ترعاه وزارة الطاقة الأمريكية (DOE). وتعمل كمركز بحث وتطوير مُموّل اتحاديًا (FFRDC) بموجب عقد مع وزارة الطاقة.
تولت شركة جامعة تكساس في باتيل مسؤولياتها تجاه مختبر أوكلاند الوطني (ORNL) لأول مرة في أبريل 2000، بعد فوزها في عملية شراء تنافسية. بعد إبرام العقد الأولي لمدة خمس سنوات مع وزارة الطاقة، جُدد العقد لفترة خمس سنوات أخرى، تمتد حتى عام 2010. 

## أنظر أيضاً
- أفضل 100 مقاول فيدرالي أمريكي

## روابط خارجية
- نبذة عن جامعة تكساس في باتيل
- عن الفريق

قالب:Oak Ridge National Laboratory